# ماكسيس (جورجيا)
ماكسيس (بالإنجليزية: Maxeys, Georgia)‏ هي بلدة تقع في مقاطعة أوغليثورب، جورجيا بولاية جورجيا في الولايات المتحدة. تبلغ مساحتها 6.2 (كم²)، وترتفع عن سطح البحر 229 م، بلغ عدد سكانها 210 نسمة في عام 2000 حسب إحصاء مكتب تعداد الولايات المتحدة وتصل الكثافة السكانية فيها 33.9 نسمة/كم2.

## وصلات خارجية
- The US50 - Cities and Towns in Georgia State
- Georgia Cities and Towns, Facts, Map, Flag, Colleges, Government, and More